# Аркадијска конференција
Конференција у Вашингтону (Аркадијска конференција) је одржана у Вашингтону, тачније у Аркадији малом фармерском месту у близини Вашингтона по коме је конференција добила име. На конференцији су се састали председник САД, Френклин Делано Рузвелт и британски премијер Винстон Черчил док је само понекад састанцима присуствовао и совјетски амбасадор у САД. Конференција је одржана на Черчилову иницијативу после напада јапанске флоте на Перл Харбур 7. децембра 1941. Конференција је трајала од децембра 1941 до јануара 1942. Разговори су виђени о послератном свету и како ратовати против Јапана и Немачке. Разматрано је и питање ком ратишту дати предност. Усвојен је принцип „Немачка најпре“.